# Ceratophygadeuon parvicaudator
Ceratophygadeuon parvicaudator är en stekelart som först beskrevs av Aubert 1965.  Ceratophygadeuon parvicaudator ingår i släktet Ceratophygadeuon och familjen brokparasitsteklar. Inga underarter finns listade i Catalogue of Life.